# CALL ME NOW
「CALL ME NOW」（コール ミー ナウ）は、日本の女性ヒップホップユニットスダンナユズユリーの2枚目のシングル。2017年8月9日にrhythm zoneから発売。

## 概要
【CD＋DVD】【CD】【ワンコインCD】の3形態で発売。
同シングルが8月9日に発売することを6月5日に発表、7月11日にミュージックビデオが解禁。【CD＋DVD】盤にはミュージックビデオと「Happiness LIVE TOUR 2016 GIRLZ N’ EFFECT THE FINAL at 東京国際フォーラム ホールA」から「OH BOY」のライブ映像が収録されることなど収録内容・ジャケット写真が解禁。

## 収録曲

### 【CD＋DVD】

#### CD
1. CALL ME NOW
作詞：須田アンナ・武部柚那・YURINO　作曲：作曲：SKY BEATZ・FAST LANE・MARIA MARCUS
2. #SYYB
作詞：須田アンナ・武部柚那・YURINO　作曲：REASON'・HIROMI
3. Lover
作詞：須田アンナ・武部柚那・YURINO　作曲：Nick. Low・Luciana Caporasa
4. CALL ME NOW (Instrumental)
5. #SYYB (Instrumental)
6. Lover (Instrumental)

#### DVD
1. CALL ME NOW (Music Video)
2. OH BOY (from Happiness LIVE TOUR 2016 GIRLZ N’ EFFECT THE FINAL at 東京国際フォーラムホールA)

### 【CD Only】
1. CALL ME NOW
2. #SYYB
3. Lover
4. CALL ME NOW (Instrumental)
5. #SYYB (Instrumental)
6. Lover (Instrumental)

### 【ワンコインCD】
1. CALL ME NOW